# محمد صدر هاشمی
محمد صدر هاشمی (۱۲۸۴–۳۰ اردیبهشت ۱۳۴۴) روزنامه‌نگار، محقق و مترجم اهل ایران بود که در اصفهان به دنیا آمد. وی تحصیلات ابتدایی خود را نزد معلم سرخانه آغاز کرد و سپس در مدرسهٔ صدر اصفهان به فراگیری فقه، اصول و حکمت پرداخت. پس از آن به مدارس جدید رفت و دیپلم گرفت. هم‌زمان در دانشسرای عالی به تحصیل ادبیات فرانسه و در دانشکدهٔ علوم معقول و منقول به مطالعهٔ ادبیات مشغول شد و در سال ۱۳۱۷ فارغ‌التحصیل گردید.
پس از بازگشت به اصفهان، به تدریس در دبیرستان‌ها و دانشکدهٔ ادبیات دانشگاه اصفهان پرداخت و از سال ۱۳۲۱ تا ۱۳۲۶ مدیر هفته‌نامهٔ چهلستون بود. همچنین، در دانشگاه به تعلیم سخن‌سنجی و سبک‌شناسی مشغول شد. محمد صدر هاشمی در ۳۰ اردیبهشت ۱۳۴۴، حوالی دو ساعت بعد از نیمه‌شب، در منزل خود واقع در کوچهٔ شاهزاده ابراهیم اصفهان درگذشت و در آرامگاه خانوادگی صدر هاشمی در تخت فولاد اصفهان به خاک سپرده شد.

## آثار و فعالیت‌ها
محمد صدر هاشمی علاوه بر تدریس و فعالیت‌های فرهنگی، به نویسندگی، مقاله‌نویسی و ترجمهٔ آثار مهمی نیز اشتغال داشت که از جملهٔ آن‌ها می‌توان به موارد زیر اشاره کرد:
- تاریخ جراید و مجلات ایران مجموعه‌ای در چهار جلد به قطع وزیری (۱۲۲۲ صفحه) منتشر شده بین سال‌های ۱۳۲۷ تا ۱۳۳۲ که نتیجهٔ بیش از ده سال پژوهش او است.

- تاریخ کربلا و حائر حسین ترجمه‌ای از کتاب تألیف عبدالجواد کلیددار، منتشر شده در سال ۱۳۳۷.

- تاریخ تمدن اسلام و عرب ترجمه‌ای از اثر جرجی زیدان.

- شعر و شاعری در عصر صفویه کتاب تألیفی خود صدر هاشمی که چاپ سوم آن در سال ۱۳۴۱ منتشر شده است.

- عشاق قندهار ترجمه‌ای از اثر کنت دو گوبینو که توسط روزنامهٔ نقش جهان منتشر شده است.

- جادوگر مشهور ترجمه‌ای از اثر کنت دو گوبینو.

- هفته‌نامهٔ چهلستون هفته‌نامه‌ای که به مدت پنج سال و در ۱۹۰ شماره تحت مدیریت او منتشر شد و حاوی مقالات تحقیقی و تاریخی بود.

## کتابخانه و میراث علمی
صدر هاشمی مجموعه‌ای گران‌بها از کتاب‌های فارسی، عربی و فرانسوی شامل بیش از ۲۱۷۴ جلد، از جمله ۵۳ جلد نسخه‌های خطی نادر، جمع‌آوری کرد. این کتابخانه پس از مرگ وی توسط برادرانش به دانشکدهٔ ادبیات دانشگاه اصفهان واگذار و هم‌اکنون در کتابخانهٔ مرکزی دانشگاه نگهداری و مورد استفاده پژوهشگران قرار دارد.